# Nivale zone
De nivale zone (Latijn: nix, sneeuw) is  de hoogst gelegen zone in het hooggebergte; het gebied dat ligt boven de sneeuwgrens. In deze zone is de grond permanent bedekt met eeuwige sneeuw, ijs en sneeuwvelden. Er kunnen geen hogere planten groeien. De nivale zone ligt boven de alpiene zone.
Afhankelijk van de breedtegraad en lokale klimatologische omstandigheden begint de nivale zone op een andere hoogte. In Groenland begint deze zone al op zeeniveau, in Noorwegen rond de 1000 meter, in de Alpen rond de 3500 m hoogte, in de Himalaya op 5000 meter en in gebergtes rond de evenaar begint deze zone pas boven de 6000 m hoogte. Vanwege de huidige opwarming van de Aarde verschuift de sneeuwgrens langzaam maar zeker naar boven en worden nivale zones kleiner.

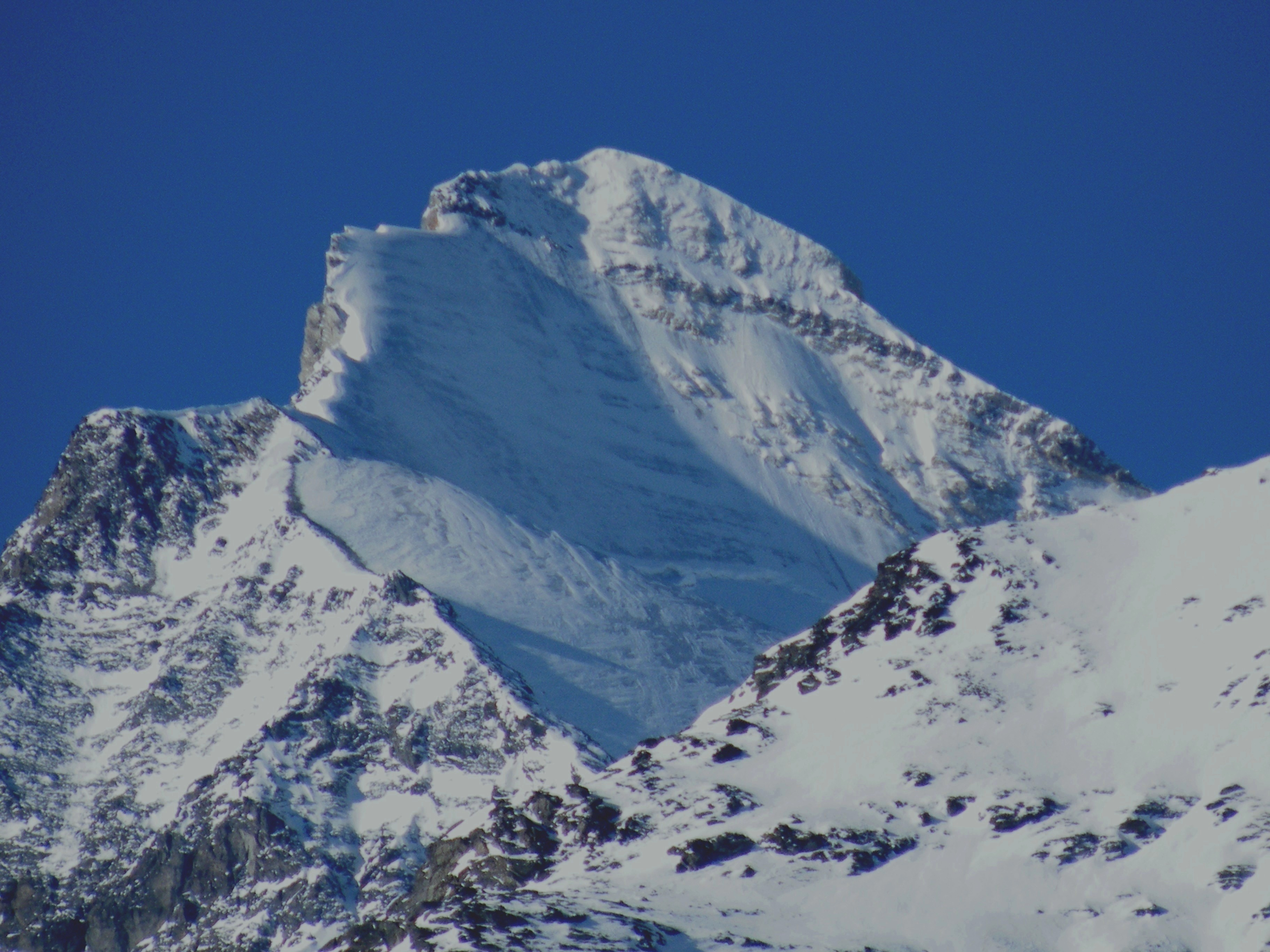
Typisch beeld van de nivale zone.